# Бизнес-модель
Бизнес-модель — концептуальное описание предпринимательской деятельности.

## История
Впервые это понятие прозвучало в аннотациях к научным работам на экономическую тематику в конце 1940-х годов, а в 1950—1960-х годах закрепилось в контексте деловых игр для руководителей. До второй половины 1990-х годов понятие модели бизнеса рассматривалось в контексте корпоративной стратегии и было созвучно ей. Интерес к бизнес-моделям как инструменту для описания отличий новых интернет-компаний друг от друга и от традиционного бизнеса проявился во время Бума доткомов, а бизнес-моделирование стало подходом к представлению стартапов незнакомым с новым рынком инвесторам. Вследствие этого большинство исследований бизнес-моделей в 1990-х и 2000-х годах было посвящено именно технологическим компаниям, и понятие ассоциировалось именно с ними.
В работе, обобщающей подходы к определению бизнес-модели, исследователи из Лондонского университета Брунеля и парижской Высшей школы экономических и коммерческих наук обозначили её как представление структурных, операционных и финансовых механизмов работы коммерческой организации, её продукты и услуги в настоящий момент времени и их дальнейшее развитие для достижения стратегических целей компании.

## Связь с другими понятиями
Концепция бизнес-модели тесно связана с другими подходами к описанию бизнеса — например, корпоративной стратегией, бизнес-процессами и цепочкой ценности.
В подходе экономиста Майкла Портера выбранная компанией стратегия (ценовое лидерство, дифференциация или узкая специализация) транслируется на иные организационные аспекты, определяющие пути достижения стратегических целей. Производная от стратегии бизнес-модель, в свою очередь, определяет процессы, необходимые для функционирования бизнеса.
Дэвид Тис рассматривает стратегию как обоснование бизнес-модели, которой он отводит роль обобщённого описания компании. В его подходе цепочка ценности служит связующим звеном этих концепций, описывая конкретные наборы действий, направленных на создание ценностей и их распространение.

## Развитие подходов
В силу малого возраста понятия бизнес-модели в экономической науке не сложилось консенсуса относительно определения и категоризации бизнес-моделей. Рассматривая концепцию с разных сторон, исследователи представляли разные подходы и типологии моделей, как универсальные, так и специфичные для отдельного рынка.

### Питер Друкер
В опубликованной в журнале Harvard Business Review за сентябрь-октябрь 1994 года статье экономиста Питера Друкера термин «бизнес-модель» не упоминается. Друкер использует понятие теории бизнеса — и понимает под ней совокупность предположений о деятельности компании. Частные случаи этих предположений относятся к определению рынка и конкурентов, ценностям и поведению клиентов, сильных и слабых сторонах компании и о том, как компания зарабатывает деньги в целом.
На примере корпорации IBM Друкер демонстрирует, как изменения рыночной среды делают прежние предположения неверными и подталкивают компании к поиску новых. Так, IBM перешел от поставок табуляторов к лизингу аппаратного обеспечения, затем к производству персональных компьютеров, микрокомпьютеров и комплектующих. Примечательно, что компания совершила ещё один переход — к разработке программного обеспечения и оказанию услуг.

### Пол Тиммерс
Работа директора Европейской комиссии Пола Тиммерса, вышедшая в 1998 году в «Journal on Electronic Markets», посвящена новым бизнес-моделям рынка интернет-торговли. Он рассматривает бизнес-модель как архитектуру продуктов, услуг и информационных потоков, описывающую роли разных экономических факторов, их потенциальную выгоду и источники получения прибыли.
Исследователь включил в классификацию 11 моделей, определённых им как сформированные или зарождающиеся — модели интернет-магазина, системы закупок, интернет-аукциона, электронной почты, маркетплейса, социальной сети, поставщика услуг, интегратора, тематической платформы и информационного брокера.

### Майкл Льюис
Подход Майкла Льюиса к определению бизнес-модели представлен в его книге «Новейшая новинка. История Силиконовой долины». Сводя суть понятия к способу получения прибыли, он критически оценивает его как синоним непродуманных планов, которым следовали компании периода интернет-бума. В качестве примера неразумных действий он приводит завышенные цены на программные продукты Microsoft в 1999 году и многочисленные компании, сводившие модель заработка к привлечению посетителей на веб-сайты с целью продажи рекламных поверхностей.

### Джоан Магретта
Статья Джоан Магретта «Почему бизнес-модели важны» вышла в майском номере «Harvard Business Review» в 2002 году в самый разгар кризиса интернет-отрасли. Она называет бизнес-модели историями, отвечающими на вопросы теории бизнеса Питера Друкера: каков клиент и каковы его ценности. Она отмечает, что толчок развитию бизнес-моделированию дало широкое распространение персональных компьютеров и программ для работы с электронными таблицами. Если прежде удачные модели бизнеса создавались по наитию и на основе опыта, программное обеспечение позволило соотносить множество факторов и проектировать бизнес до его запуска.
Магретта разделяет бизнес-модель на две составные части: созидательную (описывающую разработку, приобретение или производство продукта или услуги) и посвященную продаже (включающую определение и поиск клиентов, организацию продаж, дистрибуцию продукта или оказание услуги). В рамках этого подхода создание новой бизнес-модели может происходить через создание нового продукта или услуги, либо через изменение процессов.

### Александр Остервальдер
Александр Остервальдер представил бизнес-модель как чертёж, по которому функционирует компания. Свою канву бизнес-модели он впервые описал в квалификационной работе на соискание степени доктора философии в 2004 году, а в 2010 году развил наработки в книге «Построение бизнес-моделей». Канва представляет модель бизнеса в виде девяти взаимосвязанных блоков, включающих характеристику ключевых ресурсов и процессов, задействованных в создании ценности, клиентов и взаимодействия с ними, ценностное предложение, структуру затрат и источники доходов.

### Клэйтон Кристенсен
Концепция «прорывных инноваций» Клейтона Кристенсена описывает появление на рынке новых бизнес-моделей, делающих прежние подходы неконкурентоспособными. В статье в «Harvard Business Review» 2008 года он определяет бизнес-модель как сочетание способов создания и предоставления клиенту ценности.
Первый элемент его бизнес-модели — ценностное предложение, описание решения проблемы клиента с помощью предлагаемого товара или услуги. Второй — формула получения дохода, включающая расчёт выручки, структуру расходов, расчёт маржи и учёт амортизации ресурсов). Оставшиеся два — основные ресурсы компании (от людей, технологий и оборудования до каналов коммуникации и бренда) и ключевые бизнес-процессы (от обучения, разработки и производства до бюджетирования, планирования и обслуживания).
Ценностное предложение составляет основу модели, а разные комбинации элементов формулы, ресурсов и процессов усложняют копирование модели. Например, в основу iTunes Store легла новая модель дистрибуции цифровых товаров, а FedEx отказался от ценовой конкуренции в пользу скорости и надёжности доставки, надолго опередив UPS.

## Примеры
Марк Джонсон дополнил подход Клэйтона Кристенсена в своей книге «Заполняя пустое пространство: реновация бизнес-модели для роста и развития». В частности, он соотнёс предложенную Кристенсеном типологию с существующими компаниями для облегчения обращения к одной:
- Партнёрский клуб предполагает продажи только членам какой-либо группы. По подобной модели работает производитель кобрендовых кредитных продуктов MBNA[англ.].
- Посредничество в сделках с целью получения процента прибыли. По этой модели работает агентство недвижимости Century 21[англ.] и планировщик путешествий Orbitz[англ.].
- Комплектация, то есть продажа родственных товаров или услуг вместе. Эта модель характерна для заведений быстрого питания, продающих несколько отдельных блюд в качестве обедов, или онлайн-магазин iTunes Store.
- Модель сотовой связи предполагает множество пакетов услуг, ориентированных на разных потребителей. Пример работающей по этой модели телекоммуникационной компании — Sprint Telecom.
- По модели краудсорсинга работают Википедия и видеохостинг YouTube. Она предполагает аутсорсинг создания контента пользователям в обмен на доступ к контенту других пользователей.
- Дезинтермедиация — работа без посредников на рынках, где они традиционно присутствуют. В своих отраслях эту модель использовали медицинская консультация WebMD[англ.] и корпорация Dell.
- При продаже по частям потребители владеют частями продукта, необходимого им в разные моменты времени.
- Поставщики услуг, работающие по модели freemium предоставляют ограниченный функционал бесплатно и взимают платежи за доступ к полной версии продукта или дополнительным услугам. Эта модель распространена среди интернет-сервисов, по ней работает социальная сеть LinkedIn.
- Лизинг делает дорогостоящие продукты и услуги доступными для широкой аудитории. По этой модели работают салоны, предоставляющие в аренду дорогостоящие автомобили или корпорация Xerox, предлагающая инфраструктуру печатного документооборота как услугу.
- Лоукостер (англ. Low-touch; англ. low-cost carrier, low-cost airline, также англ. no-frills carrier, discount carrier, budget carrier) — снижает стоимость дорогостоящих товаров и услуг за счёт отказа от дополнительных услуг и масштабирования. Этот подход используют Walmart и IKEA. См. Бюджетная авиакомпания.
- Обратный цикл производства подразумевает предзаказ товаров и услуг, оплату прежде получения. Характерный пример использования этой модели — Amazon.com
- Оплата по мере использования используется некоторыми интернет-провайдерами и компаниями, занимающимися поставками электричества, тепла и газа.
- Модель «Бритва и лезвия» получила своё название от бритвенных станков со сменными лезвиями и предполагает продажу товара с высокой себестоимостью с низкой маржой и доход от продажи расходных материалов. Ещё один пример подобной модели — принтеры и чернила к ним.
- Компании, работающие по «обратной бритве и лезвиям» зарабатывают на основном продукте, предлагая недорогие дополнения к нему. Apple использует этот подход в связке iPod и iTunes Store, Amazon — продавая электронные книги для Amazon Kindle.
- Обратный аукцион — торг за право продажи продукта или оказания услуги, в котором побеждает предложивший наименьшую цену. По этой модели работают сайты для фрилансеров.
- Модель от продукта к услуге предполагает продажу не товара, а функции этого товара в качестве услуги. Так компания IBM предоставляет программное обеспечение по модели software as a service, а сервис Zipcar представляет почасовую аренду автомобилей.
- Стандартизация решения какой-либо задачи даёт возможность продавать легко воспроизводимый и недорогой товар или услугу вместо уникального. По этой модели развивается американская MinuteClinic[англ.].
- При подписной модели пользователь регулярно вносит фиксированную плату за доступ к продукту или услуге. Пример работающего по подписке сервиса — Netflix.
- Компании, в основе модели которых сообщество пользователей, могут получать доход как за счёт членских взносов, так и посредством рекламы. По этому принципу работает профессиональная площадка для бизнес-ангелов и стартаперов AngelList[7][17].
- Бизнес-модель добавочной стоимости — изменение (модификация) существующего продукта компанией с целью его перепродажи с добавочной стоимостью обычно конечным пользователям как нового продукта.
- Франчайзинг — бизнес-модель, при которой компания (франчайзер) предоставляет предпринимателю (франчайзи) право использовать свою торговую марку, технологии и бизнес-процессы за вознаграждение (паушальный взнос). Эта модель широко распространена в сферах розничной торговли, общественного питания и услуг.

Другое
- Химический лизинг[англ.]
- Бизнес-модель лояльности[англ.]
- Монополия
- Сетевой маркетинг (или многоуровневый маркетинг)
- Бизнес-модель сетевого эффекта
- Интернет-аукцион
- Онлайн медиа-кооператив[англ.]
- Премиум бизнес-модель[англ.]